# Ignacy Mielżyński

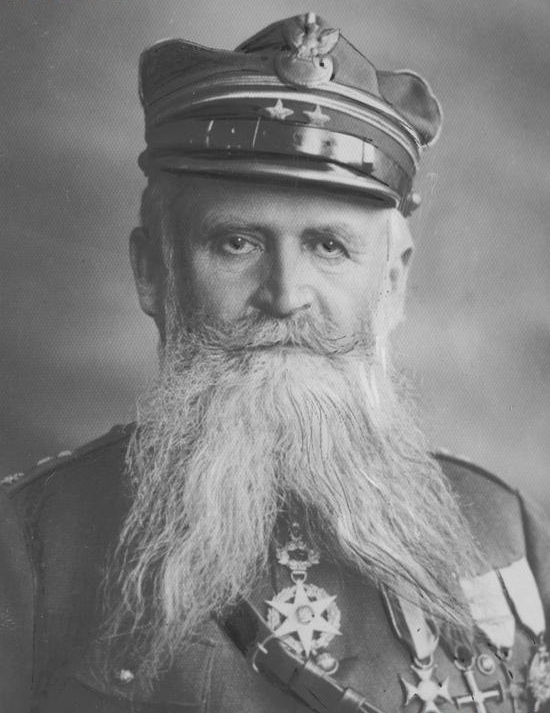
Ignacy Mielżyński

Ignaz Matthias Karl Graf von Mielżyński (* 19. Februar 1871 in Chobienice; † 11. Januar 1938) war ein polnischer Offizier und Gutsbesitzer.

## Leben
Ignacy entstammte der adeligen polnischen Familie Mielżyński. Er war ein Sohn von Karol Mielżyński (deutsch Karl Ignaz) und dessen Ehefrau Emilia Bnińska. Sein Vater war u. a. Herr auf Chobienice und verstarb am 16. Juli 1904 auf einer Reise von Russland nach Deutschland. Ignaz hatte einen älteren Bruder, Mathias von Brudzewo-Mielzynski, und eine Schwester. Er verbrachte seine Kindheit in seinem Heimatdorf, wo er in seinem Elternhaus erzogen wurde. Nachfolgend besuchte er das französische Gymnasium in Berlin und trat 1884 in den Kadettenkorps der sächsischen Armee ein. Nach vieljähriger Erziehung wurde er am 16. November 1890 als Fähnrich dem 1. Königlich Sächsischen Husaren-Regiment „König Albert“ Nr. 18 zugeteilt. Am 24. August 1891 avancierte er zum Leutnant. Nach zahlreichen Jahren im Regiment wurde er unter Genehmigung seines Abschiedsgesuches zur Disposition gestellt. Er besuchte Reitschulen in Nysa, Dresden und Wien und studierte nachfolgend an der Universität Halle Agrarwirtschaft.
Ignaz war seit dem 20. Juli 1901 mit Severine Mielżyński verheiratet. Das Ehepaar adoptierte zwei Kinder; Georg und Karl. Um der Germanisierung in Posen entgegenzutreten, erwarb er zahlreiche Güter um Iwno, darunter Grundstücke in Glinka Szlachecka und die Güter Buszkówiec, Libartowo und Sokolniki Drzązgowskie. 1909 kaufte er das Gut Chobienice von seinem älteren Bruder ab. Er war ein Zeuge im Prozess gegen seinen Bruder und beschuldigte ihn als „Trinker und Schürzenjäger“. Bei einem Jagdausflug mit dem Oberpräsident der Provinz Posen Philipp Schwartzkopff im Juni 1914 erlitt dieser einen Herzinfarkt. Mielzynski ließ dort einen Gedenkstein aufstellen, der am ersten Jahrestag des Todes eingeweiht wurde. Durch die Heirat mit seiner Ehefrau kam er in den Besitz von Iwno. Nach Ausbruch des Ersten Weltkrieges wurde Graf von Mielzynski reaktiviert und zum Kommandeur einer Kavallerie-Einheit beim XII. (I. Königlich Sächsischen) Armee-Korps ernannt. Im Dezember 1916 wurde Graf von Mielzynski wegen angeblicher Getreideschiebungen in Posen verhaftet. Die Staatsanwaltschaft beschuldigte ihn, dass er große Posten beschlagnahmten Getreides unter wesentlicher Überschreitung der Höchstpreise an Getreidehändler verkaufte. Er war zu diesem Zeitpunkt Rittmeister der Reserve und wurde im Prozess von den Rechtsanwälten von Gordon, Jarogniew Drwęski und Alfred Fahle vertreten. Im Mai 1918 wurde er aufgrund seines Gesundheitszustandes wieder aus der Haft entlassen.
Nach Ausbruch des Posener Aufstand im Jahr 1918 schloss er sich den Aufständischen als hochrangiger Offizier an. Er beteiligte sich an zahlreichen Kampfhandlungen, u. a. bei Zdziechowa, Łabiszyn und Brodnica als Abschnittskommandeur und führte persönlich den Angriff auf Rynarzewo. Nach Ausbruch der Aufstände in Oberschlesien im Jahr 1919 führte er eine 300 Mann starke Einheit. Im Juli 1920 gründete er nachfolgend das 1. Freiwilligen-Kavallerieregiment Nr. 215 (alsbald in 26. Großpolnisches Ulanen-Regiment umbenannt) und finanzierte dieses aus eigenen Mitteln. Am 20. September 1920 wurde er zum Oberstleutnant befördert. Er wurde für seine Verdienste zahlreich ausgezeichnet und trat am 21. Dezember 1921 in die Reserve über. 1926 erwarb er das Gutshaus in Drążgów. 1930 wurde er zudem Besitzer der Güter Godziszewo und Siedlce.